# Ilitj (ort i Kazakstan)
Ilitj (ryska: Ильич) är en ort i Kazakstan.   Den ligger i oblystet Sydkazakstan, i den södra delen av landet, 1 200 km söder om huvudstaden Astana. Ilitj ligger 263 meter över havet och antalet invånare är 12 895.
Terrängen runt Ilitj är mycket platt. Runt Ilitj är det ganska tätbefolkat, med 116 invånare per kvadratkilometer. Ilitj är det största samhället i trakten. Trakten runt Ilitj består till största delen av jordbruksmark.